# Jangada
Pour les articles homonymes, voir Jangada (homonymie).

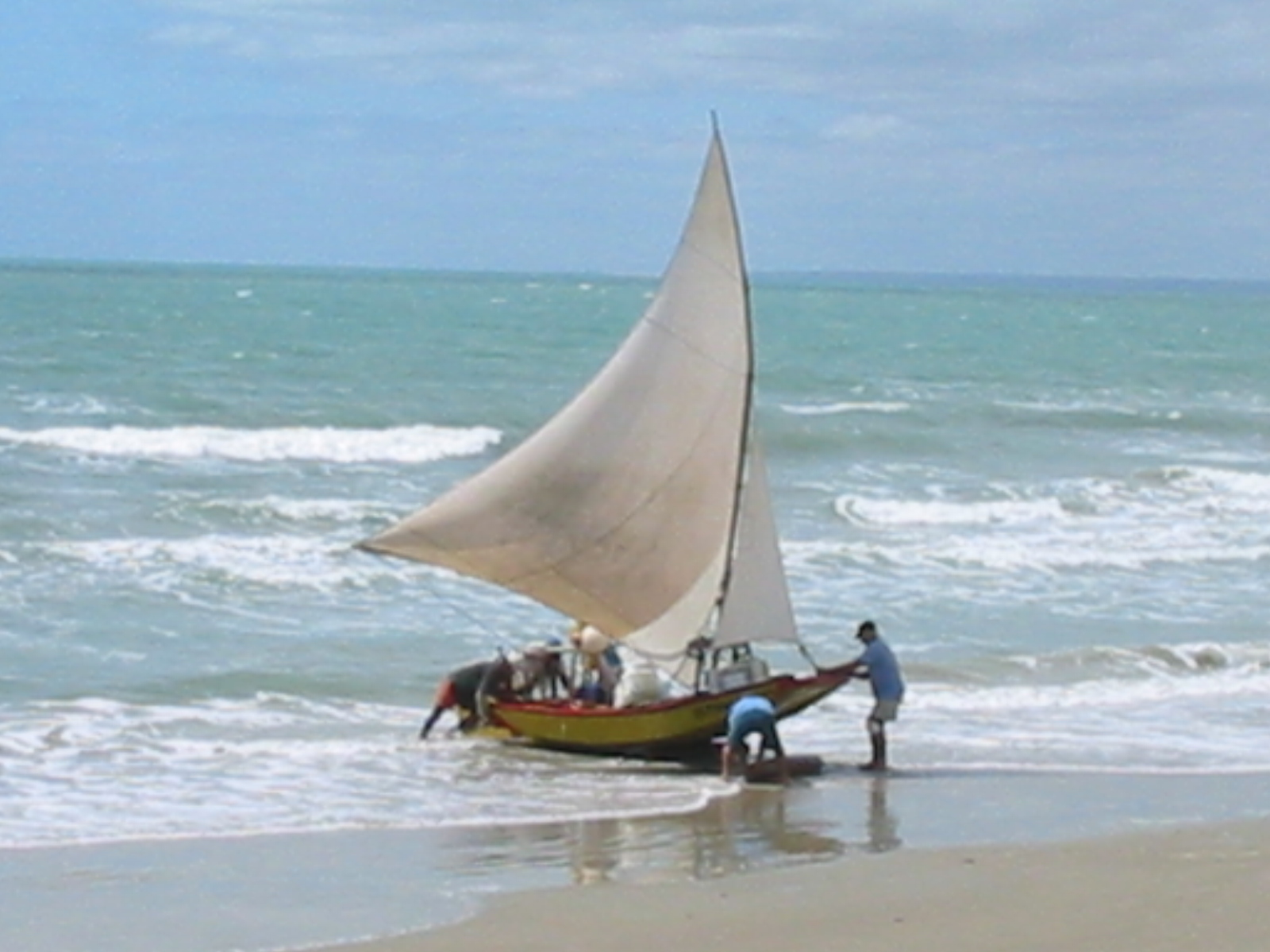
Jangada sur le littoral de Tibau, au Brésil

Jangada est un mot portugais qui désigne, à la fois, un radeau de bois descendant un fleuve et une embarcation traditionnelle des côtes brésiliennes. Elle est devenue emblématique des traditions des pêcheurs brésiliens.

## Embarcation

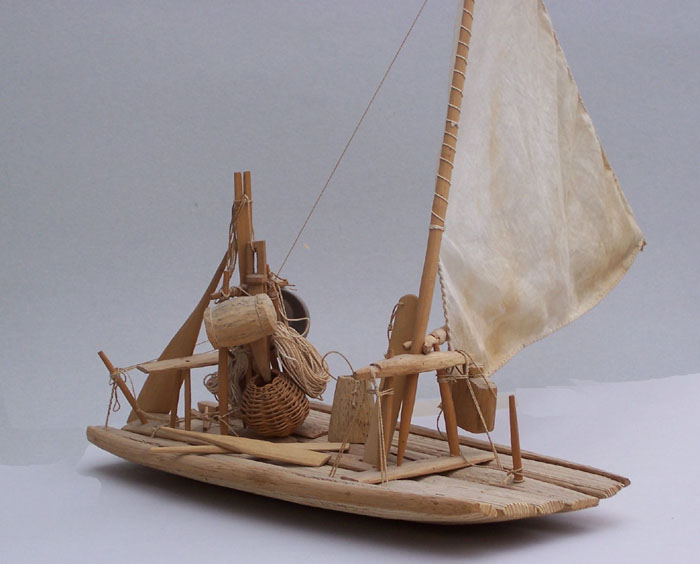
Modèle réduit

Les jangadas sont des voiliers traditionnels de la côte du Nordeste au Brésil. De taille modeste (entre 5 et  10 mètres, environ) constitués de troncs de bois grossièrement équarris, assemblés entre eux par des cordages et des chevilles, ils sont armés à la voile.
Deux bancs sont implantés sur le pont. L'un sert de support au mât, l'autre de siège de barreur. La barre est en fait un long aviron à la traîne, relié par un simple cordage à l'arrière de l'embarcation.
Une série de trous dans l'emplanture destinée au mât permet d'incliner le gréement côté au vent ce qui donne à la poussée vélique une composante verticale ou portance, comme sur les planches à voile naviguant en surpuissance. Cette astuce permet à la fois d'alléger le bateau (capable dans certains cas de déjauger et d'hydroplaner sur le dos des vagues) et de porter toute la toile là où un gréement fixe imposerait de prendre des ris.

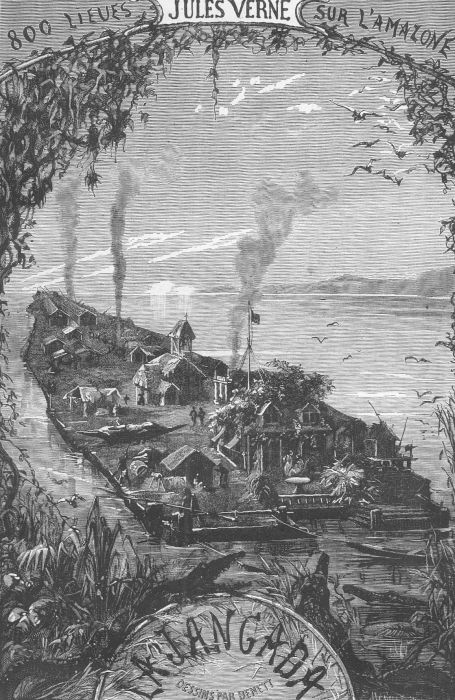
Une illustration de 800 lieues sur l'Amazone

Le gréement, similaire aux voiles latines, est astucieux. L'ensemble pouvant s'incliner pour améliorer la prise au vent en modifiant l'emplanture du pied de mât. Ces embarcations archaïques, d'un équipage de deux à six pêcheurs, ne possèdent aucune sécurité intrinsèque ni aucun abri. Si une jangada chavire, ce qui s'avère courant, il faut la redresser en dé-gréant la voile pour repartir en ayant perdu tout ce qui n'était pas saisi (attaché) à bord.

## Littérature
Dans son roman : la Jangada ou 800 lieues sur l'Amazone, Jules Verne décrit un radeau extrême sur lequel même des maisons sont construites. L'exagération du romancier n'était sans doute pas dépourvue de fondement, le fleuve géant permettant sans doute à des ouvriers de vivre sur un très grand volume de bois.

## Modèles réduits
Un étonnant petit modèle réduit de jangada (dans la version voilier de pêche côtier), d'une quinzaine de centimètres, figure dans les collections de l'hôtel particulier - Musée Gustave Moreau à Paris, dans une vitrine du petit boudoir où l'artiste avait souhaité évoquer sa compagne.

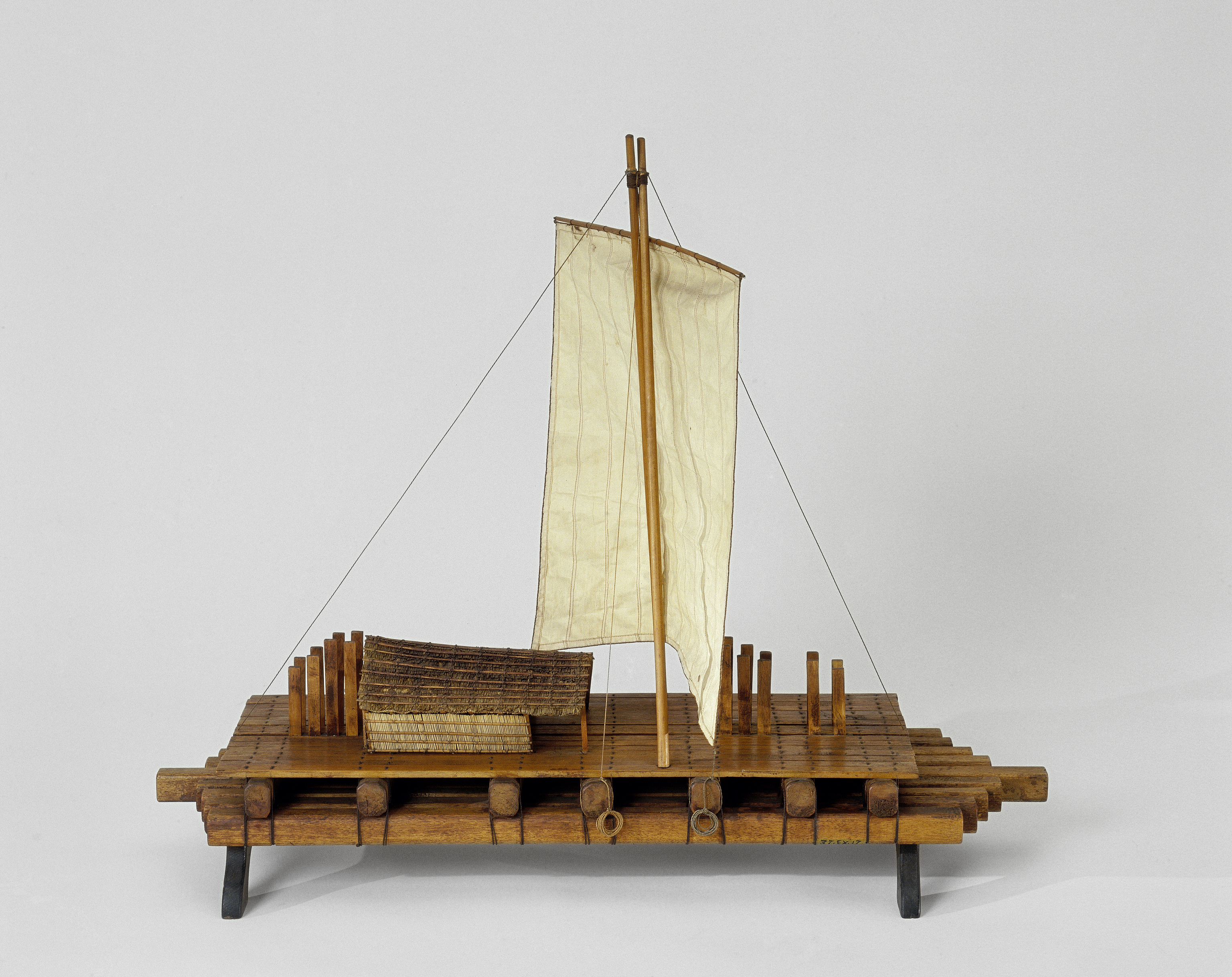
Maquette d'une jangada de Guayaquil, Equateur, Frédéric Baude, bois, fibre et matériaux d'origines végétales, 1875, Musée National de la Marine

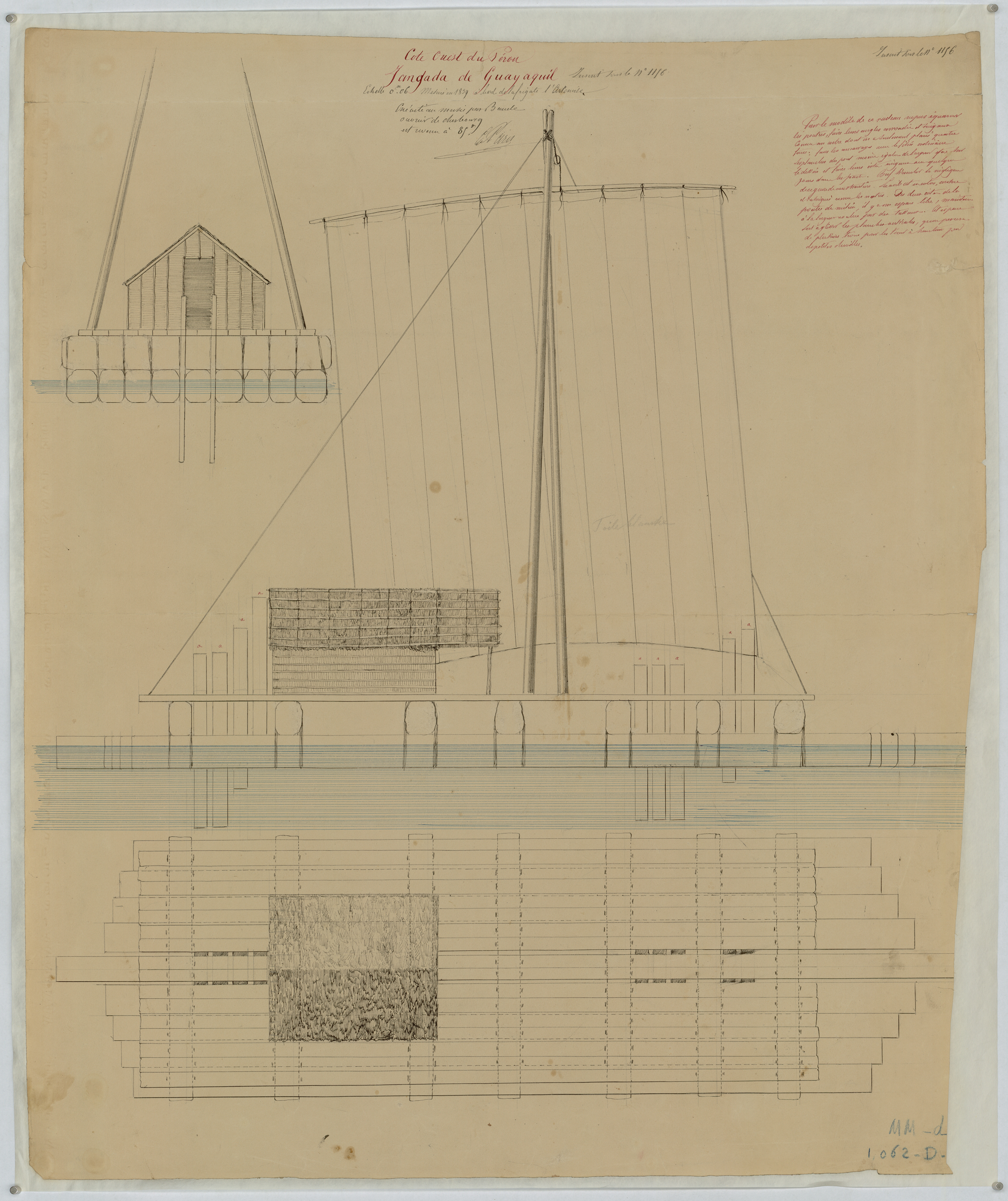
Plan complet d'une jangada de Guayaquil, Côte ouest du Pérou, par François-Edmond Pâris. Vues de haut, de profil et de face. Papier filigrané, crayon, encre noire et rouge, 1875, Musée de la Marine

Dans les collections du Musée National de la Marine se trouve une autre maquette de jangada. Ce modèle fut réalisé par le maquettiste Frédéric Baude en 1875, sur plans et direction de l'officier de marine et conservateur du Musée National de la Marine de Paris François-Edmond Pâris. Ce dernier, considéré comme le père de l'ethnographie nautique, a en effet réalisé un certain nombre de plans d'architectures navales extra-européennes lors de ses campagnes de circumnavigation. Il a notamment réalisé ceux d'une jangada, également conservé dans les collections du musée. Cette jangada mesurée en 1839 lors de sa participation au voyage Laplace à bord de l'Artémise (1837-1840). Fait de bois, de fibres et de matériaux d'origines végétales, ce modèle mesure 57 centimètres de haut, 21 de large et 68 de long.

## Présence aux Fêtes maritimes de Brest
Une réplique de ce type de bateau était présente aux Fêtes maritimes de Brest entre 2004-2008 et Tonnerres de Brest 2012.